# Galta
Galta est un site préhistorique de l'Épipaléolithique (fin du Paléolithique supérieur) situé sur la commune côtière de Rennesøy, dans le comté de Rogaland, au sud-ouest de la Norvège.

## Datation
Galta abrite plusieurs groupes d'habitations de la fin du Paléolithique supérieur. Le plus ancien, Galta 3, date d'environ 10 000 ans av. J.-C. et fut découvert en 1989-1990. C'est le plus ancien site d'habitations qui ait été trouvé dans le sud de la Norvège.

## Culture archéologique
Les outils lithiques trouvés sur le site appartiennent à la culture d'Ahrensbourg, autrement appelée culture de Bromme dans son aire la plus septentrionale. Cette culture préhistorique s'étendait durant l'Épipaléolithique sur le nord de l'Europe, de la Pologne à la Belgique et à l'Angleterre. En Scandinavie, elle était présente au Danemark et dans le Sud de la Suède (Scanie) et de la Norvège.
Certains des territoires des populations de Galta sont aujourd'hui immergés, du fait de la hausse du niveau de la mer consécutive à la fin de l'ère glaciaire.

## Raz-de-marée
La région a été victime d'un violent tsunami, il y a environ 11 200 ans, et la localité de Galta n'a pas été épargnée.